# 1249 км (зупинний пункт, Донецька залізниця)
1249 кіломе́тр — пасажирський залізничний зупинний пункт Лиманської дирекції Донецької залізниці.
Розташована у місті Маріуполь, на крайній півночі Кальміуського району, мікрорайон Мирний, Донецької області на лінії Маріуполь-Порт — Волноваха між станціями Сартана (5 км) та Асланове (6 км). 
На платформі зупиняються приміські електропоїзди.